# Хакоб Нагаші Ховнатаньян
Хакоб Ховнатаньян (вірм. Հակոբ Հովնաթանյան), (1692—1757), вірменський живописець, художник-мініатюр з відомої вірменської династії митців. Син та учень Нагаша Ховнатана. Основний напрямок його творчості — церковні ікони та фрески.

## Життєпис
Хакоб Ховнатаньян народився в 1692 році, в місцевості, що тоді належала Ірану, в селі Шорот, Айлісської області Нахіджевану (нині село Журуд в районі Джульфа, Нахчыван, Азербайджан). Початкову освіту він отримав у місцевій школі, де його навчав батько Нагаш Ховнатан. Так само, як в свій час Нагаша вчив його батько.
Хакоб, крім пензля, володів також пером. Його вірш, написаний під впливом смерті батька Нагаша — «Я плачу від сліз, від печалі», відомий також як «Плач по смерті майстра живопису Нагаша Ховнатана», став, мабуть, найзмістовнішим джерелом відомостей про родоначальника династії вірменських митців Ховнатаньян.
1710 р. переїхав до Тбілісі (Грузія). Він та його брат Арутюн Ховнатаньян ілюстрували рукописи. Разом зі своїм батьком прикрашали церкву Ечміадзину фресками.